# Poligny (Aube)
Poligny é uma comuna francesa na região administrativa de Grande Leste, no departamento de Aube. Estende-se por uma área de 1,59 km². Em 2010 a comuna tinha 66 habitantes (densidade: 41,5 hab./km²).